# Interesse público
Há uma grande dificuldade em se definir interesse público, já que as diversas análises e conceituação variam em relação a metodologia. É difícil perceber uma tendência filosófica, legal ou científico-política, não alcançando um acordo a respeito do alcance da aplicação desse conceito. Essa imprecisão reside na dificuldade de separar a ideia de público de oficial, além da perspectiva subjetiva ao redor da ideia de interesse público. Assim, alguns doutrinadores buscam estabelecer critérios para delimitar esse alcance.
Dalmo de Abreu Dallari aponta alguns critérios, que são amplamente aceitos, para a identificação do que seria interesse público, são eles: aquilo que o povo quer ver preservado, devido um conjunto de valores anteriores e para isso haveria amplos debates políticos e pela sua análise no caso concreto, em um contexto específico, existirá uma maior facilidade em perceber o interesse público.
Já Ernest S. Griffith, indica três métodos para definir o serviço público, são eles:
·Legalista: usado pelos positivistas, que utilizam a palavra público ligada a percepção de procedimento, assim tudo que seguisse um procedimento legítimo atenderia ao interesse público.
·Economista: para os economistas a “livre opção do consumidor” seria um interesse público que o estado deveria perseguir.
·Sociólogo: nesse caso, interesse público, deveria ser analisado em relação a sociedade, ao momento histórico e o conjunto de valores.
Para Rodríguez-Arana Munoz, o interesse público está intricadamente ligado à realidade, não existindo longe dessa. Ocorre sua materialização através da Administração Público, mas sua aferição moral e material e realizada pelos princípios informadores do Estado Social e Democrático de Direito.
Gerhard Colm indica quatro pontos de vista sob os quais se pode analisar o conceito de interesse público, são eles:
·Metassociológico: é de interesse público aquele que está em consonância com os valores supremos impostos pelo estado. Perspectiva típica de Estados totalitários;
·Sociológico: é expresso por meio de manifestações sociológicas, expressas por determinados grupos. Comum em uma democracia pluralista.
·Legal ou Judicial: baseada na ideia de que o interesse público prevalece perante o particular, com o objetivo de restringir atividades pessoais e coletivas.
·Econômico: define metas de execução, com o intuito de assegurar o regular funcionamento da economia e metas de realização que se referem a o conteúdo prático de interesse público, como a educação, a defesa, entre outros.
Por fim, para Fernando Sainz Moreno, a noção de interesse público é analisada sobre dois aspectos, o princípio político da organização estatal, que ora aproxima e ora afasta a ideia de bem comum, e com o princípio jurídico a ser observado no caso concreto.
Devido essa fluidez conceitual, alguns qualificam a ideia de interesse comum como um topoi, um lugar comum, e devido a isso, uma definição mais precisa poderia serdispensada para facilitar sua aplicação.

## Esboço Histórico
A ideia de interesse público aparece no pensamento de Aristóteles de forma nítida como ideia de bem comum. Na Política, defende que as formas de governo boas buscam o interesse comum ou o interesse pessoal e, assim, os cidadãos alcançariam o bem.
Já na Idade Média, a perspectiva de bem comum se desenvolve devido a influência do cristianismo. Tomás de Aquino colocava o bem como tudo o que o homem desejava, cabendo ao Estado tentar alcançá-lo sob dois aspectos: para os particulares, ao conservar seus bens, sendo a causa, e para a sociedade, que seria seu fim e sua forma. Já o pensamento de Jean Bodin pautava-se na ideia de solidariedade social, ou seja, os homens se unem em sociedade para buscar o bem comum.
É durante a Revolução Francesa que se forma a base da ideia de interesse público, com um viés liberal e individualista, baseado nas teses liberais e contratualistas do final do século XVII e XVIII. O pensamento nesse período baseava-se na perspectiva de que os homens se uniam para proteger o interesse privado, que seria a aquisição de bens materiais.
Tal perspectiva foi superada pelo conceito advindo do modelo de “Estado de direito inclusivo” que busca alcançar os anseios dos diferentes grupos sociais. Período voltado para uma sólida teoria da supremacia da Constituição, com primazia pelos princípios constitucionais, e centralidade da dignidade da pessoa. Nesse momento, o interesse público age como fundamento do próprio Estado e limita sua atuação. Assim, o interesse público atuaria não só como a reunião de interesses comuns, mas também do interesse em viver em comunidade.

## Natureza e aspectos do interesse público
Além disso, o interesse público possui seu aspecto jurídico, ao agir como princípios inscritos em diversas leis que outorgam competências à Administração Pública, devendo esta considerá-lo em todas as suas decisões.
O Direito Administrativo nasce com o Estado Moderno e, em seu primeiro momento, ele é bastante limitado, já que no Estado Liberal é pequena a atuação estatal no âmbito privado. Entretanto, com a ampliação das atividades estatais, cria novos instrumentos de ação do poder público. Assim, o Direito Administrativo se estrutura em uma dicotomia, de um lado, a proteção dos direitos individuas perante o Estado, com a limitação das ações deste pelo princípio da legalidade, e de outro lado, os privilégios cedidos à Administração Pública, com o intuito de satisfazer os interesses públicos, evoluindo de uma visão utilitarista, que visava proteger os interesses individuais, para uma perspectiva mais humanizada, com atenção a valores que garantem uma vida digna.
Dessa maneira, o interesse público está presente no momento da elaboração das leis, ao levar em conta o interesse que visa proteger, e também no momento da sua execução em concreto pela Administração Pública, ao limitar sua atuação.

## Críticas
Princípios, segundo José Cretella Júnior, são as proposições básicas, fundamentais, típicas que condicionam todas as estruturações subsequentes, agindo como o alicerce da ciência. E, portanto, também no Direito, particularmente, no Direito Administrativo, há princípios que o estruturam.
No caso do Direito Administrativo, os princípios são de observância obrigatória, limitando a discricionariedade da Administração, sendo de extrema relevância o Princípio da Supremacia do Interesse Público.
Tal princípio sofre diversas críticas, devido à amplitude e à incerteza do que se configura como interesse público, alguns afirmando que seria mais interessante a análise pontual de qual interesse deve sobrepor, outros, que deveria ser substituído pelo princípio da razoabilidade. Mas o real objetivo não é uma melhor aplicação do princípio e dos direitos que o cercam, mas, sim, colocar o interesse econômico acima dos outros protegidos pela Constituição.
Mas, para Lenio Luiz Streck, o interesse público não apresenta nenhuma base significativa, o que permitiria enquadrar nele qualquer coisa. Nesse mesmo sentido, José Eduardo Faria, critica o caráter vago e genérico do interesse público, o que o tornaria facilmente manipulável e, consequentemente, analiticamente pobre.
Portanto, torna-se necessária uma análise do que seria e de como se construiu a ideia de interesse público, cujo conceito, entretanto, parece não apresentar um caráter universal. O jurista Dalmo de Abreu Dallari, por sinal, considera essa perspectiva impossível, devido à sua abrangência, pela qual seria fundamental uma análise de cada situação, para verificar a existência ou não de um interesse público válido.
Poderia-se defender um caráter universal do conceito de interesse público quando esse fosse baseado nos direitos humanos, na Declaração Universal dos Direitos Humanos de 1948. Todavia, em um Estado Constitucional de Direito, a Constituição é norma fundamental de todo o sistema jurídico do Estado, sendo esse o espaço legítimo para a concretização dos interesses aceitos em uma determinada sociedade, ao especificar quais são eles e sobrepor uns aos outros. E cabe à Administração Pública concretizar tal conteúdo, com base em modernas técnicas e critérios de ponderação dos interesses em jogo, levando em consideração os aspectos da situação concreta, obrigando-a a determinar suas razões e justificativas para suas escolhas.
Além disso, o interesse público não pode ser visto como o interesse de uma maioria, pois fere e marginaliza os interesses das minorias. Sua abordagem é, na realidade, qualitativa, entendido como o interesse coletivo abstratamente considerado com base nos valores constitucionais. Assim, para Justen Filho, o núcleo do direito administrativo não reside no interesse público, mas nos direitos fundamentais.
Dessa forma, a indeterminação do conceito de interesse público não é empecilho para aplicação das normas constitucionais, tendo em vista a existência de inúmeros outros conceitos constitucionais indeterminados, como o de moralidade, razoabilidade, eficiência e demais.
Em acréscimo, a indeterminação de interesse público não é constante. Ao ser analisado como bem comum, enquadra-se no seu grau máximo de indeterminação, que, todavia, diminui, ao ser analisado em diferentes ramos do direito, já que cada um visa proteger valores específicos.
Assim, é do ordenamento que se extrai o conteúdo do interesse público e quais devem ser protegidos, não correspondendo necessariamente à soma dos interesses individuais.

## Princípios da supremacia do interesse público e o serviço público
O princípio da prevalência do interesse público aduz que as atividades administrativas são desenvolvidas pelo Estado para benefício da coletividade. Não é o indivíduo em si o destinatário da atividade administrativa, mas, sim, o grupo social, como um todo. Nesse contexto, pode-se falar do abandono do individualismo exacerbado em prol de um Estado de bem-estar social, visando efetivar o interesse público.
Em ocasiões de conflitos entre interesse público e interesse privado, o interesse público há de prevalecer. Além disso, é válido ressaltar que o princípio da supremacia do interesse público no direito administrativo se desenvolveu no período do Estado Social de Direito com o objetivo de corrigir a profunda desigualdade social gerada pelo liberalismo.
Observa-se que os próprios indivíduos passaram a exigir a atuação do poder público, não mais para o exercício só das atividades de segurança pública, polícia e justiça, como também para prestação de serviços públicos essenciais ao desenvolvimento da atividade individual, objetivando por fim às injustiças sociais geradas pela aplicação dos princípios incorporados pelo direito civil.
Por outro lado, nota-se que este Estado prestador de serviços públicos trouxe prerrogativas de limitação do exercício dos direitos individuais em benefício do bem estar coletivo. Nesse sentido, o conceito da atividade estatal classificada como serviço público deve ser lembrando em sua concepção formal e material, haja vista ter como fundamento essencial o princípio da supremacia do interesse público.
O serviço público, o qual possui como pilar a supremacia do interesse público, pode ser caracterizado como público por dois aspectos: titularidade do Estado e prestação para atender o interesse público, ou seja, as necessidades coletivas essenciais. Nesse sentido, ao definir serviço público, costuma-se usar três aspectos: subjetivo (titularidade do Estado), objetivo (atendimento ao interesse público) e o formal (submissão a normas de direito público).
Após embates doutrinários sobre a noção de serviço público, onde houve críticas quanto ao elemento subjetivo e ao formal, e, posteriormente, ao elemento subjetivo, no cenário atual, verifica-se que há notória prevalência do princípio da supremacia do interesse público para compreender o serviço público. Mais especificamente da ideia de que determinadas necessidades coletivas têm que ser prestadas com o caráter de universalidade, gratuidade, continuidade, mesmo que exercidas por particulares.
Por fim, é válido observar que a ideia da supremacia do interesse público inspirou a criação do instituto do serviço público no direito francês. E, de uma forma ou outra, o interesse o público, seja próximo ou remoto, há de ser vislumbrado por meio dos serviços públicos.